# Kinderherzen heilen
Der Verein, mit offiziellem Namen Kinderherzen heilen e.V. – Eltern herzkranker Kinder mit Sitz in Gießen, wurde 1999 zum Zwecke des Erfahrungsaustauschs von Eltern gegründet, deren Kinder im Kinderherzzentrum Gießen behandelt wurden. Mittlerweile finanziert der Verein aus Spendenmitteln u. a. auch Erzieherinnenstellen im Kinderherzzentrum, die Ausstattung von Spielzimmer und Elternraum in der Klinik sowie die Elternunterkünfte in der Nähe der Klinik.
Überregionale Bekanntheit erlangte der Verein durch zwei großangelegte Spendenaktionen von Hit Radio FFH (2007) und des Hessischen Rundfunks (2010) sowie Präsenz in Funk und Fernsehen.

## Motivation
Ein angeborener Herzfehler ist die häufigste Organfehlbildung beim Menschen. Jährlich werden allein in Deutschland rund 6.000 Kinder mit einem Herzfehler geboren. Heutzutage ist die Medizin oft in der Lage, diesen Kindern ein Leben in ausreichender Qualität zu bieten. Trotzdem ist es kein leichter Weg, und vielfach müssen sich die betroffenen Familien selbst und gegenseitig helfen. Aus dieser Überlegung heraus gründete sich durch Elterninitiative 1999 der Verein.

## Arbeit des Vereins
Der Verein hat die folgenden Tätigkeitsschwerpunkte:
- Erfahrungsaustausch betroffener Familien
- Finanzierung von Erzieherinnenstellen im Kinderherzzentrum Gießen
- Ausstattung und Pflege von Elternunterkünften in der Nähe des Kinderherzzentrums Gießen
- Ausstattung von Elternraum und Spielzimmer im Kinderherzzentrum Gießen
- Organisation von Fachvorträgen
- Finanzielle Unterstützung des Kinderherzzentrums Gießen zur Anschaffung von Geräten und sonstigem Material
- Finanzierung von Forschungsstellen im Bereich der Kinderkardiologie

Der Verein hat keine Einkünfte, alle Vorstandsmitglieder und Helfer arbeiten ehrenamtlich.

## Vereinsmitglieder
Die Mitglieder des Vereins kommen aus einem Umkreis von ca. 200 km um Gießen herum. Der Verein steht allen natürlichen und juristischen Personen offen.

## Mitglieds- und Partnerschaften
Der Verein ist Mitglied im Bundesverband herzkranke Kinder. Seit 2009 besteht eine Partnerschaft zur Basketball-Bundesligamannschaft der Gießen 46ers.

## Preise und Auszeichnungen
Im Jahr 2010 erhielt der Verein vom Hessischen Sozialministerium und der Deutschen Stiftung Organtransplantation den Sonderpreis für exzellente Projektarbeit.

## Prominente Unterstützer
2005 konnte Fußballweltmeister Bernd Hölzenbein den Jackpot der Oddset-Wette des Hessischen Rundfunks knacken. Den Betrag von 10.000 € spendete er dem Verein Kinderherzen heilen. Zur Scheckübergabe reiste er persönlich in die Kinderklinik nach Gießen.
2009 gab der Liedermacher Fredrik Vahle zusammen mit Dietlind Grabe-Bolz, der heutigen Oberbürgermeisterin von Gießen, ein Benefiz-Konzert zugunsten des Vereins.